# Rijsdijk (Rhoon)

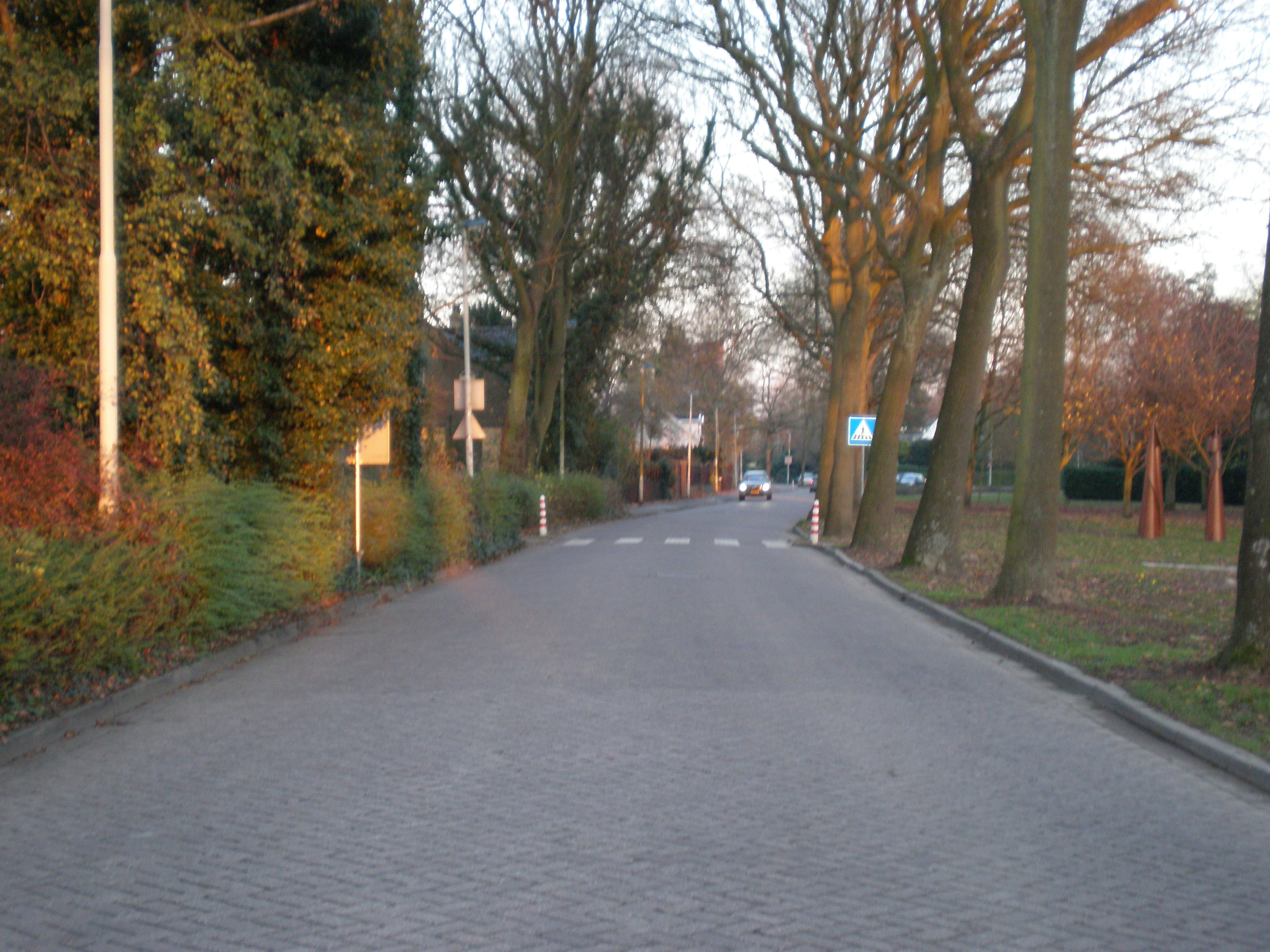
Rijsdijk, richting de Dorpsdijk

De Rijsdijk is een straat in Rhoon. De straat bevat de postcodes 3161HN, 3161HK, 3161HL, 3161HM, 3161HP en 3161HR. De straat kruist naast andere kleine straatjes met de Rivierweg, Tijsjesdijk, Achterdijk en Dorpsdijk.
Langs de Rijsdijk is een mooi park te vinden, omringd door water. Bij het vervolgen van de straat, kom je in het centrum van Rhoon, waar verschillende winkels een vestiging hebben.
De straat bevat uitsluitend koopwoningen, waarvan er geregeld nieuwe vrijkomen. Alle woningen zijn vrijstaand. 

## Lijst van rijksmonumenten aan de Rijsdijk
Rijsdijk 104Boerderij van het type Vlaamse schuur met zijlangsdeel en woonhuis in het verlengde van de schuur, gebouwd in Ambachtelijk-traditionele bouwtrant van het boerderijcomplex ten oosten van de Rijsdijk.
Wagenschuur gebouwd in een sobere, aan de Chaletstijl verwante bouwstijl en behorende bij het boerderijcomplex ten oosten van de Rijsdijk te Rhoon. De wagenschuur bevindt zich ten zuiden van de toegangsweg, die het erf in tweeën deelt.
Kleine kas voor de teelt van groente, behorende bij het boerderijcomplex ten oosten van de Rijsdijk te Rhoon.
Siertuin met twee bruggetjes, behorende bij het boerderijcomplex ten oosten van de Rijsdijk te Rhoon, aangelegd in Traditioneel-inheemse tuinstijl.
Toegangshek, behorende bij het agrarisch complex ten oosten van de Rijsdijk te Rhoon. Het toegangshek is rijk gedecoreerd en ongewijzigd op de oorspronkelijke plaats bewaard gebleven.
Rijsdijk 109Boerderij van het type Vlaamse schuur behorende tot het boerderijcomplex aan de westzijde van de Rijsdijk te Rhoon, gebouwd in Ambachtelijk-traditionele trant. Het gebouw is in meerdere fasen gerealiseerd.
Wagenschuur, behorende bij het boerderijcomplex aan de westzijde van de Rijsdijk te Rhoon.
De houten schuur, behorende tot het boerderijcomplex aan de westzijde van de Rijsdijk te Rhoon, is een voorbeeld van een boerenschuur in Ambachtelijk-traditionele bouwtrant.
Hekwerk met toegangshek, behorende bij het boerderijcomplex ten westen van de Rijsdijk te Rhoon. Het ijzeren hekwerk vormt de omheining van het erf.